# Мелькерсен, Элиас
Э́лиас Хофф Ме́лькерсен (норв. Elias Hoff Melkersen; род. 31 декабря 2002, Схьёрдал, Нур-Трёнделаг) — норвежский футболист, нападающий клуба «Стрёмсгодсет».

## Карьера

### «Будё-Глимт»

#### Начало карьеры
Воспитанник футбольного норвежского клуба «Схьёрдалс-Блинк». В августе 2018 года футболист перешёл в норвежский клуб «Будё-Глимт». Позже футболист присоединился ко второй команде клуба, вместе с которой сначала выступал в Четвёртом дивизионе, а через сезон в 2019 году уже выступал в Третьем дивизионе, отличившись 5 забитыми голами. Дебютный матч за основную команду клуба футболист сыграл 1 мая 2019 года в рамках Кубка Норвегии против клуба «Ога», выйдя на замену на 76 минуте. Больше футболист за основную команду клуба не провёл ни матча.

#### Аренда в «Хёдд»
В сентябре 2020 года футболист на правах арендного соглашения присоединился к норвежскому клубу «Хёдд» до коцна сезона. Дебютировал за клуб футболист 13 сентября 2020 года в матче против клуба «Эйдсволл», выйдя на замену на 73 минуте и отличившись также дебютными голами, оформив дубль. В следующем матче 20 сентября 2020 года против клуба «Волеренга II» футболист отличился очередным забитым дублем. Футболист быстро закрепился в основной команде клуба, выходя на поле со скамейки запасных. По окончании срока арендного соглашения футболист покинул клуб.

#### Аренда в «Ранхейм»
В марте 2021 года футболист на правах арендного соглашения присоединился к норвежскому клубу «Ранхейм» до конца сезона. Дебютировал за клуб футболист 19 мая 2021 года в матче против клуба «Брюне», выйдя на замену на 70 минуте. Дебютными голами за клуб футболист отличился 22 июня 2021 года в матче против клуба «Рёуфосс», оформив дубль. Очередным забитым дублем за клуб футболист отличился 21 июля 2021 года в матче против клуба «Йерв». В матче 25 сентября 2021 года против клуба «Осане» футболист оформил ещё один дубль. На протяжении сезона футболист был в клубе одним из ключевых игроков, став лучшим бомбардиром с 19 забитыми голами во всех турнирах и третьим в чемпионате с 17 голами в активе. По окончании срока действия арендного соглашения футболист покинул клуб.

### «Хиберниан»

#### Сезон 2021/22
В январе 2022 года футболист перешёл в шотландский клуб «Хиберниан», подписав контракт до лета 2026 года. Дебютировал за клуб футболист 2 марта 2022 года в матче против клуба «Данди», выйдя на замену на 77 минуте. Дебютными голами за клуб футболист отличился 13 марта 2022 года в матче Кубка Шотландии против клуба «Мотеруэлл», оформив дубль. Футболист смог быстро закрепиться в основной команде шотландского клуба, отличившись 2 забитыми голами и результативной передачей во всех турнирах. По итогу сезона футболист вместе с клубом завершил чемпионат на итоговом восьмом месте.

#### Сезон 2022/23
Новый сезон футболист начал 9 июля 2022 года с матча Кубка шотландской лиги против клуба «Клайд», выйдя на поле в стартовом составе и отличившись забитым голом. Первый матч в чемпионате футболист сыграл 30 июля 2022 года против клуба «Сент-Джонстон», выйдя на поле в стартовом составе. На протяжении первой половины сезона футболист был одним из основных игроков клуба, однако стал чаще выходить на поле со скамейки запасных. Всего же за этот период футболист успел отличиться забитым голом и результативной передачей во всех турнирах.

#### Аренда в «Спарту» Роттердам
В январе 2023 года футболист на правах арендного соглашения перешёл в нидерландскую «Спарту» до конца сезона. Дебютировал за клуб футболист 21 января 2023 года в матче против клуба «Камбюр», выйдя на замену на 88 минуте. Однако футболист не смог закрепиться в основной команде роттердамского клуба, также по ходу сезона проведя несколько матчей за молодёжную команду клуба. По итогу сезона футболист вместе с клубом занял итоговое шестое место в чемпионате, за который провёл всего лишь 2 матча, результативными действиями не отличившись. По окончании срока действия арендного соглашения футболист покинул нидерландский клуб.

#### Сезон 2023/24
Вернувшись из аренды летом 2023 года футболист стал готовиться к новому сезону с основной командой шотландского клуба. В июле 2023 года футболист вместе с клубом отправился на квалификационные матчи Лиги конференций УЕФА. Первый матч в рамках еврокубкового турнира футболист сыграл 27 июля 2023 года против андоррского «Интера». Первый матч в чемпионате футболист сыграл 13 августа 2023 года против клуба «Мотеруэлл», выйдя на замену на 86 минуте. Всего футболист провёл за клуб 3 матча во всех турнирах на начало сезона, результативными действиями не отличившись.

#### Аренда в «Стрёмсгодсет»
В августе 2023 года футболист на правах арендного соглашения присоединился к норвежскому клубу «Стрёмсгодсет» до конца сезона. Дебютировал за клуб футболист 20 августа 2023 года в матче против клуба «Лиллестрём», выйдя на поле в стартовом составе и отличившись дебютным забитым голом. Футболист быстро закрепился в основной команде норвежского клуба, став одним из ключевых игроков клуба, за который отличился 4 забитыми голами. По итогу сезона футболист вместе с клубом завершил чемпионат на итоговом седьмом месте.

### «Стрёмсгодсет»
В декабре 2023 года по окончании арендного соглашения норвежский «Стрёмсгодсет» выкупил футболиста за сумму около миллиона евро и подписав пятилетний контракт. Первый матч в новом сезоне футболист сыграл 1 апреля 2024 года против клуба «Молде», выйдя на поле в стартовом составе.

## Международная карьера
В марте 2019 года футболист получил вызов в юношескую сборную Норвегии до 17 лет для участие в квалификациях юношеского чемпионата Европы. Дебютировал за сборную футболист 26 марта 2019 года против сборной Венгрии. Дебютный гол за сборную футболист забил 1 апреля 2019 года в матче против сборной Боснии и Герцеговины.
В феврале 2020 года футболист выступал за юношескую сборную Норвегии до 18 лет. В сентябре 2021 года футболист в составе норвежской сборной до 20 лет отправился на матчи Элитной лиги. В июне 2023 года футболист получил вызов в молодёжную сборную Норвегии, за которую дебютировал в товарищеских матчах против сборной Шотландии.